# Ligyra koslowskyi
Ligyra koslowskyi är en tvåvingeart som först beskrevs av Edwards 1930.  Ligyra koslowskyi ingår i släktet Ligyra och familjen svävflugor. Inga underarter finns listade i Catalogue of Life.